# Vincenzo D'Annibale
Vincenzo D'Annibale (24 maggio 1894 – Napoli, 14 aprile 1950) è stato un pianista, compositore e direttore d'orchestra italiano.

## Biografia
Conseguì il diploma di Licenza Superiore e Magistero nel ramo pianoforte, a diciannove anni, presso il Conservatorio di San Pietro a Maiella di Napoli dove ebbe come maestri Bandini, C. B. Bellini e Giovanni Barbieri.
Già nel 1912, allora diciottenne, editò la “Piedigrotta Vittoriosa di Vincenzo d'Annibale” con otto composizioni che suscitarono grande interesse tra i critici: si leggeva, sui giornali dell'epoca, “…… dell'oscuro e valoroso maestro d'Annibale: solo d'Annibale, forte e bravo studioso, poteva permettersi composizioni che sono forti oltre ogni dire”.
Iniziò la sua carriera come concertista e nel 1914 fu chiamato alla direzione del Conservatorio di Mosca che declinò rimanendo a Napoli. Conobbe personalmente musicisti come Giacomo Puccini e Pietro Mascagni.
Partecipò, con il 2º Reggimento Bersaglieri, alla guerra di trincea del 1915-1918, fregiandosi della Medaglia del Ministero della Guerra. Visse con il drammatico ricordo dell'uccisione di un soldato austriaco in un combattimento all'arma bianca.
Appena dopo la fine della prima guerra mondiale, accolse a Napoli il Generale Armando Diaz con le note della sua composizione “Pace Gloriosa” Inno di Vittoria. L'Inno ricevette vivi lodi da S.M. il Re, dal Duca di Aosta e dai Ministri del Regno. Compose e diresse nel 1926 una serenata, organizzando a Piazza del Plebiscito un'orchestra di circa duecento orchestrali, in ricorrenza delle nozze del Principe Umberto di Savoia e Maria José del Belgio.
Musicò diversi inni patriottici quali “Avanti Savoia” marcia trionfale offerta a Vittorio Emanuele III, che ringraziò per i sentimenti patriottici, “Delenda” (Austria) per coloro che alla Patria dettero parte di se stessi, “Fiume” Inno agli arditi, “Pace Gloriosa”, “A Dante” e, più tardi, “Ritornerò”, “Allerta Italia” e, infine, “Trieste Sospirata”.
In considerazione di particolari benemerenze, fu nominato da S.M. Vittorio Emanuele III “Ufficiale dell'Ordine della Corona d'Italia” nel 1921 e poi “Commendatore dell'Ordine della Corona d'Italia” nel 1937, ottenendo di fregiarsi delle relative insegne.
Dedicatosi alla canzone classica napoletana, gli affidarono i propri versi i più grandi poeti, tra i quali Salvatore Di Giacomo, Giovanni Capurro, Roberto Bracco, Ferdinando Russo, E. A. Mario; con  Raffaele Chiurazzi e Libero Bovio, in particolare, fu intenso il sodalizio. d'Annibale musicò circa duecento composizioni; anche l'ultima poesia di Libero Bovio “Addio a Maria”, estremo, struggente saluto alla sua Napoli e alla sua Compagna, fu per volontà di Lei musicata da d'Annibale e lasciata inedita fino al 2014, quando il nipote Giuseppe d'Annibale in collaborazione con la Phonotype record, l'ha fatta pubblicare, cantata dal tenore Carmine De Domenico.
Della musica napoletana di Vincenzo d'Annibale scriveva la critica del tempo:
” ……. La canzone di d'Annibale si riconosce tra tutte perché crea, dalle prime battute, una particolare atmosfera melodica, direi quasi una fisionomia musicale. d'Annibale è già tutto lui nei pochi arpeggi dell'introduzione: popolaresco e aristocratico, ispirato e irrequieto, estroso e colorito, entusiasta e scontento. Serpeggia, soprattutto, nella sua musica, come la linfa nel ramo, quella calda malinconia che è l'aroma dell'arte più bella: malinconia latente di ogni napoletano che, pur vivendo nella sua terra, reca perennemente nel cuore, una tristezza di esilio”.
Vincenzo d'Annibale si spense il 14 aprile del 1950 chiedendo ai suoi cari di Trieste e di “Trieste Sospirata” una delle sue ultime composizioni dedicata a un'altra grande amata Città.
Vincenzo d'Annibale riposa nel Quadrato degli Uomini Illustri del Cimitero di Poggioreale di Napoli; sul pentagramma posto sulla sua tomba si legge:
...dint'a 'sti quatto mura j 'sto cuntento:
mamma me sta' vicino, e nenna canta! …
Nel 1986 Napoli gli ha intitolato una strada al quartiere degli artisti al Vomero.
Nel 2017 l'archivio di Vincenzo d'Annibale è stato depositato presso la Biblioteca Nazionale di Napoli nella Sezione Lucchesi Palli
Canzoni Napoletane - Raccolte - Canzoni di Vincenzo d'Annibale (napule-de-canzone.com)
Inediti ('A luna - Cielo Napulitano - Aira e' Pusilleco) [Annalisa D'Agosto, soprano & Vincenzo Zoppi, Pianoforte] 2014